# 卡钦越桔
卡钦越桔（学名：Vaccinium kachinense）为杜鹃花科越桔属下的一个种。

## 扩展阅读
- 維基物種上的相關：卡钦越桔